# Domenico de' Panzacchi
Domenico de' Panzacchi (Imola, 1733 – Bologna, dopo 1805) è stato un tenore italiano che creò il ruolo di Arbace alla prima di Idomeneo re di Creta di Mozart.

## Biografia
Nel 1780, il suo stile di canto era completamente fuori moda, ma Leopold Mozart consigliò a suo figlio di coinvolgere Panzacchi perché era un bravo attore. Cantò i ruoli principali in Agelmondo (1760), Temistocle di Bach (1762) e Demofoonte (1766) di Bernasconi. 
In effetti, nel ruolo creato per lui, Panzacchi si muoveva molto bene tra paura e speranza, e il ruolo fu così influente che venne imitato molte volte da altri tenori.  Dal 1760 fino al ritiro dalle scene, nel 1782, fu uno dei tenori più pagati in Europa. Morì a Bologna. 